# Симоновська сільська рада (Угловський район)
Си́моновська сільська рада (рос. Симоновский сельский совет) — сільське поселення у складі Угловського району Алтайського краю Росії.
Адміністративний центр — село Симоново.

## Населення
Населення — 828 осіб (2019; 1056 в 2010, 1199 у 2002).

## Склад
До складу сільської ради входять:
| Населений пункт        | Населення, осіб (2002) | Населення, осіб (2010) |
| ---------------------- | ---------------------- | ---------------------- |
| Валовий Кордон, село   | 339                    | 289                    |
| Корміха, село          | 89                     | 66                     |
| Симоново, село         | 757                    | 691                    |
| Чорнокоровниково, село | 14                     | 10                     |